# Радиотелецентр РТРС в Чеченской Республике
Радиотелецентр РТРС в Чеченской Республике — подразделение федерального государственного унитарного предприятия «Российская телевизионная и радиовещательная сеть». Основной оператор цифрового эфирного и аналогового эфирного теле- и радиовещания в Чеченской Республике, единственный исполнитель мероприятий по строительству цифровой эфирной телесети в регионе в соответствии с федеральной целевой программой «Развитие телерадиовещания в Российской Федерации на 2009—2018 годы». Центр обеспечивает 99,5% населения Чеченской Республики 20-ю бесплатными цифровыми эфирными телеканалами в стандарте DVB-T2 и радиостанциями.

## История
История филиала РТРС "РТПЦ Чеченской Республики" восходит к 17 апреля 1928 года, когда в Грозном впервые вышла в эфир Грозненская радиовещательная радиостанция РВ-23. Средства на оплату радиооборудования были найдены с помощью общественных организаций.
Об этом событии газеты сообщали: «Сегодня 17-го апреля - знаменательный день. В 7 часов вечера в беспредельной массе эфира был брошен новый клич: «Алло, алло, алло! Слушайте Грозненскую радиостанцию на волне 380 метров». Мощность радиостанции составляла 500 Вт.
Первым ее начальником, редактором передач и радиотехником был И. И. Макаров, бывший радист Балтфлота. В то время передачи велись около часа. Состояли они из обзоров газет и хроники местной жизни. Они велись на русском и чеченском языках. Радиостанция обеспечивала вещание на город Грозный вместе с промышленными районами, а также на сельские районы Чечни, Ингушетии, Северной Осетии и Дагестана. По решению Грозненского горсовета в рабочих клубах, театрах, наиболее многолюдных местах были установлены громкоговорители, у которых всегда собиралось много людей
И только через 8 лет - 20 ноября 1936 года, как следует из Приказа №1 начальника радиостанции РВ-23 Е. В. Жукова, «в связи с выделением радиостанции в самостоятельную единицу» объявлен штат радиостанции в количестве 7 человек. Юридически этот день и считается датой образования нашего предприятия.
Менее чем через год РВ-23 имела уже подразделение радиосвязи для приема циркулярных радиограмм из г. Пятигорска и обеспечения радиосвязью г. Грозного с отдаленными горными районами республики.
В 50-х годах Грозненская радиостанция РВ-23 была переименована сначала в Грозненский областной радиоцентр, а затем в Чечено-Ингушский радиоцентр.
Осень 1958 года ознаменовала начало эры телевизионного вещания в Грозном - началось строительство телецентра. Год спустя, 7 ноября 1959 года, было открыто экспериментальное телевизионное вещание по 3 каналам мощностью 2 кВт. 1 мая 1960 года было полностью завершено строительство Грозненского телецентра и проведен его торжественный ввод в эксплуатацию. Вещание обеспечивалось программами местной студии и трансляционным приемом программ с РТПС горы Машук (Пятигорск), организованным из поселка Горагорск. Только в 1971 году было завершено строительство главного РРЛ, и жители Чечено-Ингушетии начали смотреть программы Центрального телевидения с хорошим качеством.
В том же 1971 году началось активное строительство телевизионных ретрансляторов в отдаленных и горных районах республики. Первыми счастливыми обладателями голубых экранов за пределами города Грозного стали жители Малгобека, станции Шелковская, села Ножай-Юрт, Ведено.
До 1969 года Чечено-Ингушский радиоцентр и Грозненский телецентр существовали отдельно, независимо друг от друга, но в июне в результате слияния была образована Республиканская радиотелевизионная передающая станция, которая в декабре 1973 года была реорганизована в Республиканский радиотелевизионный передающий центр Производственное техническое управление  с ЧИАССР.
К 1991 году, благодаря профессиональной и слаженной работе сотрудников Республиканского радиотелевизионного передающего центра ЧИАССР, охват двух программ вещания составлял 100% населения республики, охват первой телевизионной программы составлял ~98%, а охват второй телевизионной программы составлял ~95%. В то время подразделения РТПЦ также успешно обеспечивали радиосвязь в соответствии с требованиями республиканского мобильного задания и гражданской обороны, работу "Алтай" автомобильной телефонной службы в городе. Грозный, радиооборудование сельской телефонной связи "Контейнер" и телефонные радиоприемники по всей территории республики.
В результате боевых действий в период декабрь 1994 — февраль 1995 гг. инфраструктура РТПЦ ЧР была значительно разрушена, полностью уничтожены два мощных радиоцентра и мощная УКВ станция - жители г. Грозного и большей части республики оказались в информационном вакууме. 1 марта сотрудники РТПЦ ЧР по собственной инициативе вышли на работу. 15 марта в г. Грозном было восстановлено вещание программы ОРТ. 1 августа заработала вновь построенная мощная РТПС на 30 участке. Шаг за шагом коллектив РТПЦ ЧР восстанавливал объекты, тем самым увеличивая зону вещания. Масштабы восстановления таковы: в октябре 1995 года в г. Грозный РТПЦ ЧР принял самолет ИЛ-76 с мощными импортными передатчиками и АФУ, а в декабре того же года в г. Моздок поступает оборудование, доставленное двумя грузовыми самолетами ИЛ- 76. К июлю 1996 года в Чечне работала спутниковая сеть раздачи программ ТК "Вайнах", велось вещание двух программ телевидения и трех программ радио, охват населения республики телевизионными программами достигал 75-80%, а радиовещательными - 80-100%.
В смутный период 1997—1999 годов коллектив продолжал бороться за обеспечение вещания телевидения и радио на территории республики. Несмотря на отсутствие элементарного снабжения и запасных частей, в условиях хронической невыплаты зарплаты (задолженность до 1,5 лет) коллектив РТПЦ смог сохранить вещание всех программ, в том числе и российских. Старший электромеханик Р. Д. Найбарханов несмотря на многочисленные угрозы продолжал обеспечивать вещание программ ТК «Россия» и ОРТ в с. Ножай-Юрт при полном отсутствии запасных частей и заработной платы.
В ноябре 1999 года ВГТРК принимает решение о создании РТПЦ ЧР, филиала ВГТРК. Немногочисленный коллектив РТПЦ Чеченской Республики в очередной раз приступил к восстановлению объектов телевидения собственными силами.
В 2002 году радиотелецентр вошел в состав РТРС.
Чеченская Республика стала первой из республик СКФО, где с 5 марта 2024 начала регулярное эфирное вещание радиоканала «Детское Радио» на частоте 99.0 FM.

## Деятельность
В 2009 году РТРС завершил строительство в Грозном мощного двух программного средневолнового радиоцентра мощностью 100 кВт.
В 2009–2013 годах построено еще 19 маломощных радиотелевизионных станций.
В 2003–2013 годах построено 47 объектов маломощного вещания, административное здание, радиотелевизионная передающая станция на горе Ястребиная с мачтой высотой 120 м и мощная радиотелевизионная станция.
С переходом на цифровое эфирное наземное телевидение в 2012–2016 годах построено 54 станции, в том числе 10 новых.
Охват жителей Чеченской Республики цифровым телевидением составляет 99,5%, а радиовещанием — 100%.
РТРС завершил ввод в эксплуатацию передатчиков второго мультиплекса цифровой телесети России.
Аналоговое вещание федеральных телеканалов в республике было отключено 11 февраля 2019 года. Республика вошла в первый этап отключения вместе еще с шестью регионами согласно плану, утвержденному решением Правительственной комиссии по развитию телерадиовещания от 29 ноября 2018 года. Чечня стала первым полностью «цифровым» регионом Северного Кавказа. Во всех регионах первого этапа, включая Чеченскую Республику, накануне отключения «аналога» прошел флешмоб «Смотри цифру». Региональные телеканалы продолжат аналоговое вещание.

## Организация вещания
РТРС транслирует в Чеченской Республике:
- 20 телеканалов и три радиостанции в цифровом формате;
- два телеканала и пять радиостанций в аналоговом формате.

Инфраструктура эфирного телерадиовещания филиала РТРС в Чеченской Республике включает:
- республиканский радио телецентр;
- четыре производственных подразделения;
- центр формирования мультиплексов;
- 54 передающих станции;
- 56 антенно-мачтовых сооружений (АМС);
- 108 приемных земных спутниковых станций;
- две радиорелейные станции;
- радиорелейные линии связи[17].

## Награды

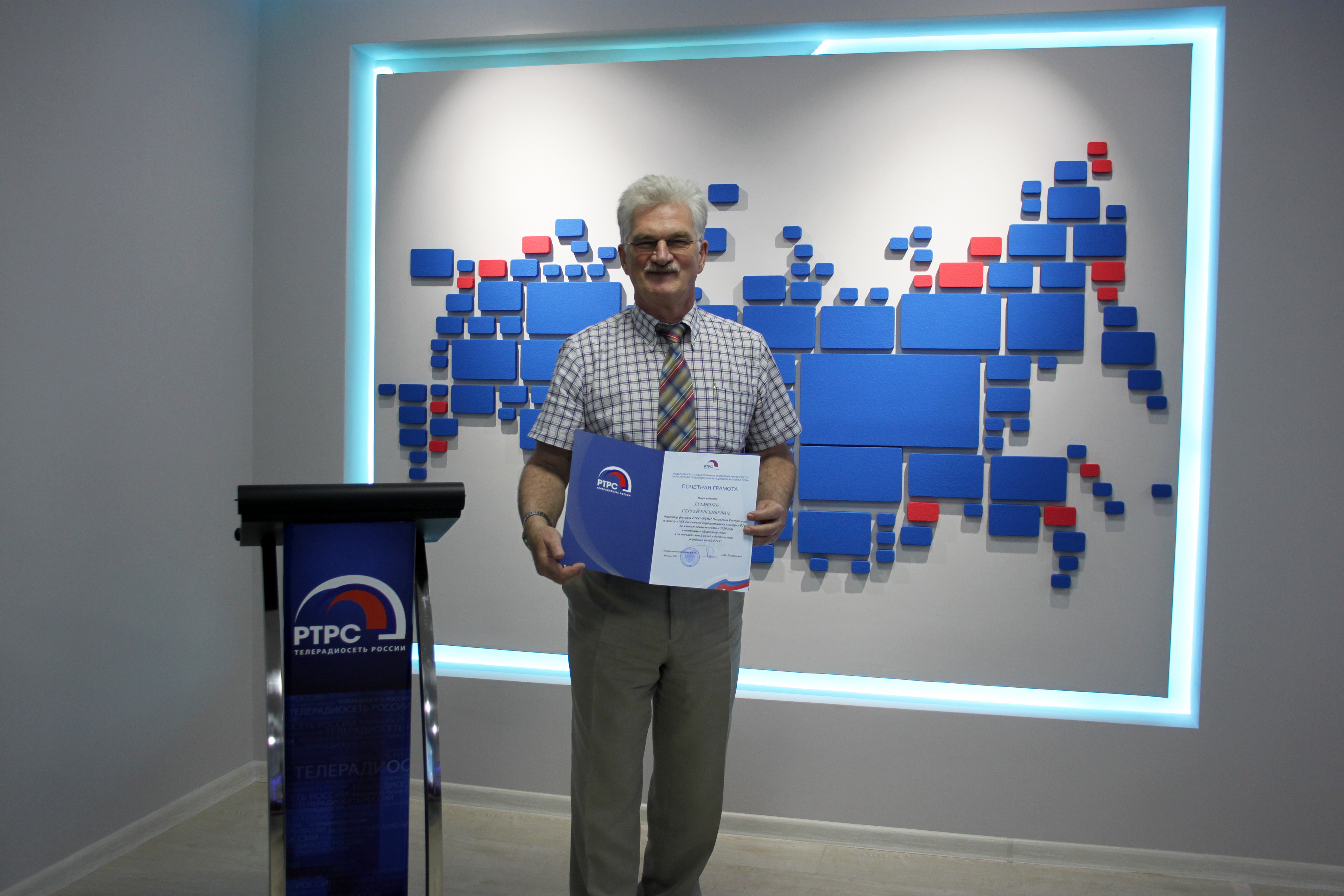

14 апреля 2021 года директор филиала РТРС «РТПЦ Чеченской Республики» Сергей Еременко признан директором года по итогам корпоративного конкурса РТРС.
Сергей Еременко награжден Орденом почета (Указ Президента Российской Федерации от 03.08.2020 № 493).
Начальник цеха Гудермес Лема Батукаев награжден медалью ордена «За заслуги перед Отечеством» II степени (Указ Президента Российской Федерации от 03.08.2020 № 493).
27 апреля 2021 года в Санкт-Петербургском государственном университете телекоммуникаций им. проф. М. А. Бонч-Бруевича (СПбГУТ) прошла торжественная церемония закрытия олимпиады «Инфотелеком-2021». Алимхан Элежбиев, обучающийся в СПбГУТ по целевому направлению от филиала РТРС в Чеченской Республике, стал победителем по направлению «Системы подвижной связи и цифровое телерадиовещание.